# Pyrrhargiolestes kula
Pyrrhargiolestes kula is een libellensoort uit de familie van de Argiolestidae, onderorde juffers (Zygoptera).
De wetenschappelijke naam van de soort is voor het eerst geldig gepubliceerd in 2007 als Argiolestes kula door Englund & Polhemus.